# Kirchengel
Kirchengel ist ein Ortsteil der Stadt und Landgemeinde Greußen im Kyffhäuserkreis in Thüringen.

## Geografie
Der Ort liegt auf einer höher gelegenen Ebene an der südlichen Abdachung der Hainleite am Rande des Thüringer Beckens 500 Meter östlich von Westerengel in einer Höhe von 350 Meter über NN. Über die Landesstraße 2088 und Bundesstraße 4 ist der Ort verkehrsmäßig günstig mit dem Umfeld verbunden.

## Geschichte
Das Straßendorf wurde im Januar/September 1220 erstmals urkundlich erwähnt. Der Wortstamm Engel rührt vom germanischen Volksstamm der Angeln her, die in der Gegend gesiedelt haben.

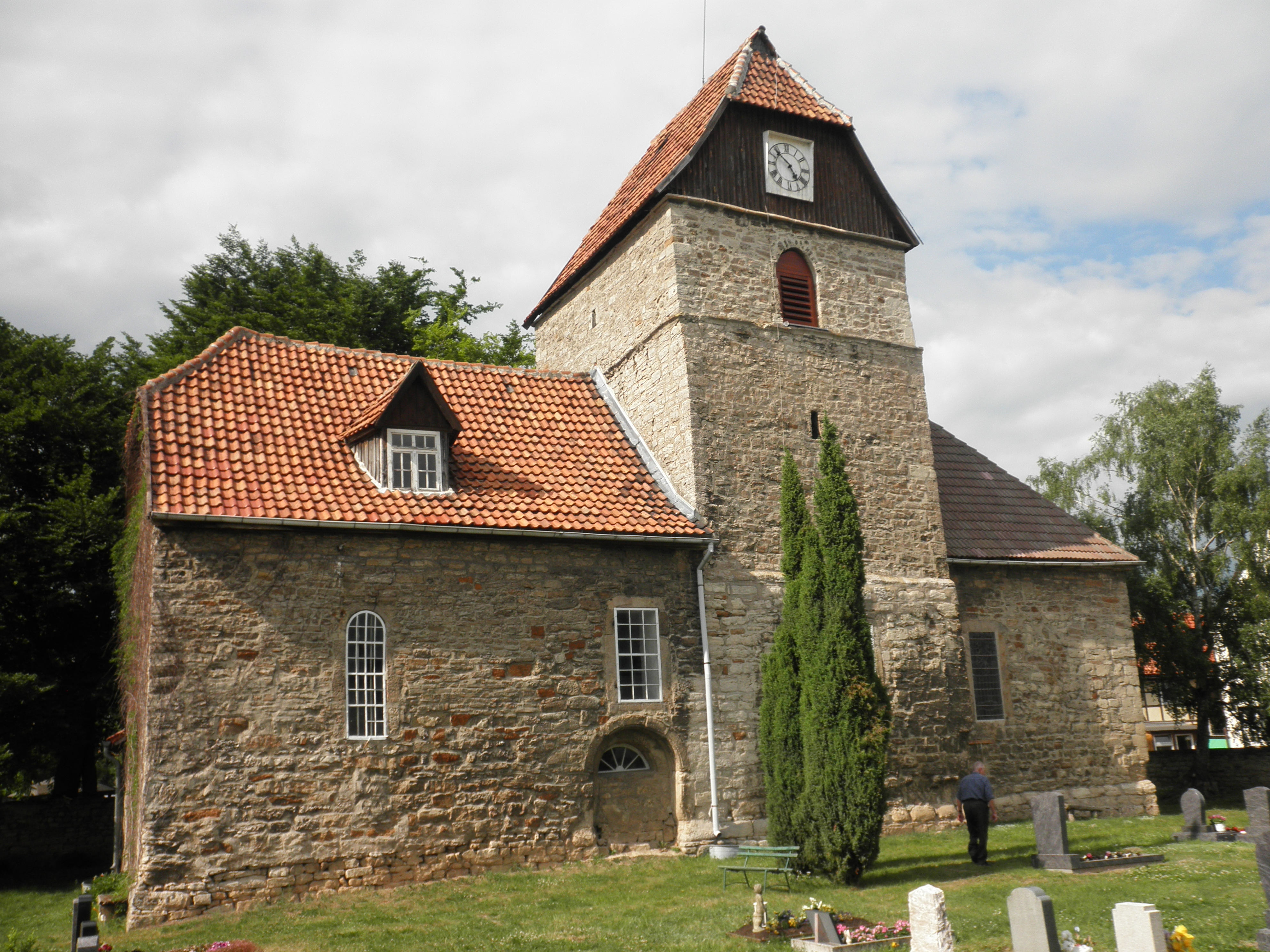
Kirche St. Michael

Die Kirche St. Michael wurde aus Natursteinen erbaut und hat ausgesprochenen Wehrkirchencharakter. Der Westgiebel ist mit Wildem Wein begrünt. Der weiter als Friedhof dienende Kirchhof ist von einer hohen und breiten Mauer umgeben, die auch Verteidigungszwecken gedient hat. Vor der Nordseite der Kirche steht ein Kriegerdenkmal. In der Nähe des Kirchhofs ist ein Teich vorhanden. Um den Ort befinden sich Streuobstwiesen, die die landwirtschaftlich orientierte Gegend etwas auflockern. Bis 1918 gehörte der Ort zur Unterherrschaft des Fürstentums Schwarzburg-Sondershausen.
Kirchengel war nach zunächst amerikanischer Besetzung im April 1945 ab Juli des gleichen Jahres Teil der SBZ und ab 1949 der DDR. Die Bauern wurden der Kollektivierung unterworfen und mussten nach der Wiedervereinigung 1990 neue Eigentumsformen finden.
Im Zuge des Ausbaus der erneuerbaren Energien wurden in der Gemarkung 22 Windkraftanlagen errichtet, die weithin das Bild der Landschaft beherrschen.
Kirchengel wurde 1996 Teil der Stadt Großenehrich, die sich zum 1. Januar 2021 mit der Gemeinde Wolferschwenda und der Stadt Greußen zur neuen Stadt und Landgemeinde Greußen zusammenschloss.

## Persönlichkeiten
- Heinrich Barthel (1814–1894), Mitglied des Landtags des Fürstentums Schwarzburg-Sondershausen
- Katharina Landgraf (* 24. Februar 1954 in Kirchengel), Politikerin (CDU)